# Amazona rhodocorytha
Amazona rhodocorytha (лат.), краснобровый амазон — птица семейства попугаевых.

## Внешний вид
Длина тела около 34 см. Основная окраска оперения зелёная. Лоб и передняя часть головы красные. Горло, щёки и уши — голубые. На щеках вкрапления жёлтого. Перья затылка и спины с тёмным окаймлением. Кромка крыла — жёлто-зелёная. Первые три второстепенных маховых у основания красные. Нижняя часть рулевых перьев — оранжевая. Надклювье у основания розоватое, далее цвета кости и на краю серое. Подклювье серое. Окологлазные кольца серые. Радужка оранжевая. Лапы серые.

## Распространение
Эндемик Бразилии. Встречается в центральных штатах: Алагоас, Баия, Минас-Жерайс, Эспириту-Санту и Рио-де-Жанейро.

## Образ жизни
Населяет леса вдоль побережья или у рек до высоты 1000 м над уровнем моря. На зимний период мигрирует в мангровые заросли. Питается плодами, семенами, орехами, ягодами и почками ряда растений.

## Угрозы и охрана
Из-за потери естественной среды обитания этот вид находится на грани исчезновения.